# USS Metcalf (DD-595)
USS Metcalf (DD-595) là một tàu khu trục lớp Fletcher được Hải quân Hoa Kỳ chế tạo trong Chiến tranh Thế giới thứ hai. Nó là chiếc tàu chiến duy nhất của Hải quân Mỹ được đặt theo tên James Metcalf, hạ sĩ quan từng phục vụ trên chiếc USS Enterprise (1799) trong cuộc Chiến tranh Barbary thứ nhất. Nó hoạt động cho đến hết Thế Chiến II, được cho xuất biên chế năm 1946, và bị bán để tháo dỡ năm 1972. Metcalf được tặng thưởng ba Ngôi sao Chiến trận do thành tích phục vụ trong Thế Chiến II.

## Thiết kế và chế tạo
Metcalf được đặt lườn tại Xưởng hải quân Puget Sound ở Bremerton, Washington vào ngày 10 tháng 8 năm 1943. Nó được hạ thủy vào ngày 25 tháng 9 năm 1944; được đỡ đầu bởi bà Harold C. Pound; và nhập biên chế vào ngày 18 tháng 11 năm 1944 dưới quyền chỉ huy của Hạm trưởng, Trung tá Hải quân David L. Martineau.

## Lịch sử hoạt động
Sau khi hoàn tất chạy thử máy huấn luyện ngoài khơi vùng biển San Diego, California, Metcalf được phân về Hạm đội Thái Bình Dương, và đã khởi hành từ Bremerton vào ngày 19 tháng 2 năm 1945 để đi sang khu vực quần đảo Caroline ngang qua Trân Châu Cảng, Hawaii, đi đến Ulithi vào ngày 16 tháng 3.
Đi đến khu vực chiến sự kịp lúc để tham gia Chiến dịch Okinawa, Metcalf hoạt động cùng Đội tàu sân bay hộ tống 3. Từ ngày 27 tháng 3, đội của nó hỗ trợ trên không cho cuộc đổ bộ lên Kerama Retto vào ngày 26 tháng 3, và lên Okinawa vào ngày 1 tháng 4, không kích các đảo lân cận còn do lực lượng Nhật Bản chiếm giữ cho đến ngày 20 tháng 4. Trong giai đoạn này nó đã giải cứu nhiều phi công và đội bay bị bắn rơi cũng như làm nhiệm vụ cột mốc radar và tuần tra bảo vệ.
Metcalf khởi hành vào ngày 20 tháng 4 để đi Philippines ngang qua Guam, và trình diện để phục vụ cùng Tư lệnh Đệ Thất hạm đội tại Leyte vào ngày 30 tháng 4. Nó trải qua tháng 5 và tháng 6 hộ tống các tàu tuần dương và tàu vận tải được tập trung cho cuộc tấn công lên Borneo. Vào ngày 9 tháng 6, nó đi đến ngoài khơi vịnh Brunei, Borneo, tiến hành tuần tra trong Biển Đông trong hai ngày trước khi bắn phá bờ biển hỗ trợ binh lính Australia trong cuộc đổ bộ lên vịnh Brunei vào ngày 10 tháng 6. Sau các hoạt động tại Miri-Lutong, về phía Nam vịnh Brunei từ ngày 19 đến ngày 21 tháng 6, nó đi đến Balikpapan vào ngày 27 tháng 6 để hoạt động cùng Lực lượng Đặc nhiệm 74 trước khi diễn ra cuộc đổ bộ chính của lực lượng Australia tại đây vào ngày 1 tháng 7.
Metcalf trình diện để phục vụ cùng Tư lệnh Tiền phương biển Philippine vào ngày 4 tháng 8, rồi làm nhiệm vụ hộ tống các đoàn tàu vận tải đi lại giữa Philippines và Okinawa. Nó vừa rời Okinawa một ngày trước đó để bảo vệ chống tàu ngầm cho Đoàn tàu 10K-204 khi Nhật Bản chấp nhận đầu hàng vào ngày 14 tháng 8.
Được phân về Lực lượng Bắc Trung Quốc mới hình thành, Metcalf rời Okinawa vào ngày 4 tháng 9 để tham gia hỗ trợ đổ bộ binh lính Lục quân thuộc lực lượng chiếm đóng lên Triều Tiên. Nó tham gia cùng các tàu khu trục Shields (DD-596), Hart (DD-594) và Conner (DD-582) để dẫn đầu Đơn vị Đặc nhiệm 78.1.15, băng qua vùng biển Hoàng Hải bị rải thủy lôi dày đặc, để tiến vào Jinsen vào ngày 8 tháng 9. Con tàu đã trực chiến để sẵn sàng hỗ trợ hỏa lực cho cuộc đổ bộ khi cần thiết vào ngày hôm sau. Đến ngày 12 tháng 9, nó lên đường băng qua Hoàng Hải để làm nhiệm vụ chiếm đóng tại Trung Quốc, ghé qua các cảng Đại Liên, Tần Hoàng Đảo, Đại Cô Khẩu, Yên Đài, Thượng Hải và Hong Kong.
Sang đầu năm 1946, Metcalf khởi hành để quay trở về vùng bờ Tây ngang qua Trân Châu Cảng, đi đến San Diego vào tháng 3 để gia nhập hạm đội dự bị tại đây. Nó xuất biên chế vào tháng 3 năm 1946, được đưa vào Hạm đội Dự bị Thái Bình Dương, rồi được chuyển đến Long Beach, California từ ngày 1 tháng 7 năm 1951 cho đến năm 1960, khi nó được chuyển đến Stockton, California. Tên nó được cho rút khỏi danh sách Đăng bạ Hải quân vào ngày 2 tháng 1 năm 1971; và con tàu bị bán để tháo dỡ vào ngày 6 tháng 6 năm 1972.

## Phần thưởng
Metcalf được tặng thưởng ba Ngôi sao Chiến trận do thành tích phục vụ trong Thế Chiến II.